# Encentrum walterkostei
Encentrum walterkostei är en hjuldjursart som beskrevs av Jersabek 1994. Encentrum walterkostei ingår i släktet Encentrum och familjen Dicranophoridae. Inga underarter finns listade i Catalogue of Life.